# Vinícios Delazeri
Vinícios Delazeri (Porto Alegre, 27 de abril de 1995) é um remador, educador físico e árbitro brasileiro de remo.
Iniciou a carreira esportiva aos 12 anos no Clube de Regatas Guaíba - Porto Alegre às margens do Lago Guaíba, na capital gaúcha. Em 2012 passou para a equipe de Remo do Grêmio Náutico União, posteriormente representando o Clube de Regatas do Flamengo entre 2018 e 2022. Atualmente integra a equipe principal de remo do Grêmio Náutico União.
Começou a remar em um projeto social, passando após para as equipes principais dos clubes que representou, conquistando inúmeras vitórias e conquistas em Campeonatos Estaduais, Brasileiros e Sul-Americanos de Remo Olímpico.
Representando o Brasil através da Confederação Brasileira de Remo conquistou o título de campeão sul-americano no Rio de Janeiro, Brasil, em 2021, conquistou uma medalha de prata e três medalhas de bronze nos campeonatos Sul-Americanos do Paraguai em 2015, Chile 2016 e Brasil 2021, foi finalista nos Jogos Pan-Americanos de 2015 nas provas Dois Sem, em parceria com Victor Ruzicki, obtendo a 4ª colocação e a 5ª colocação na prova Oito Com. Em mundiais, obteve a 9º colocação no Campeonato Mundial de Remo de 2015 na categoria Sub 23 na prova Dois Sem. .
Em 2018 conquistou a vaga para o Brasil nos Jogos Pan-Americanos de 2019 no Remo na prova Quatro Sem conquistando a medalha de Prata em conjunto com Fábio Moreira, Samuel Mello e Pedro Drummond. 